# Pullenreuth
Pullenreuth è un comune tedesco di 1 853 abitanti, situato nel land della Baviera.